# Maria Grzegorzewska

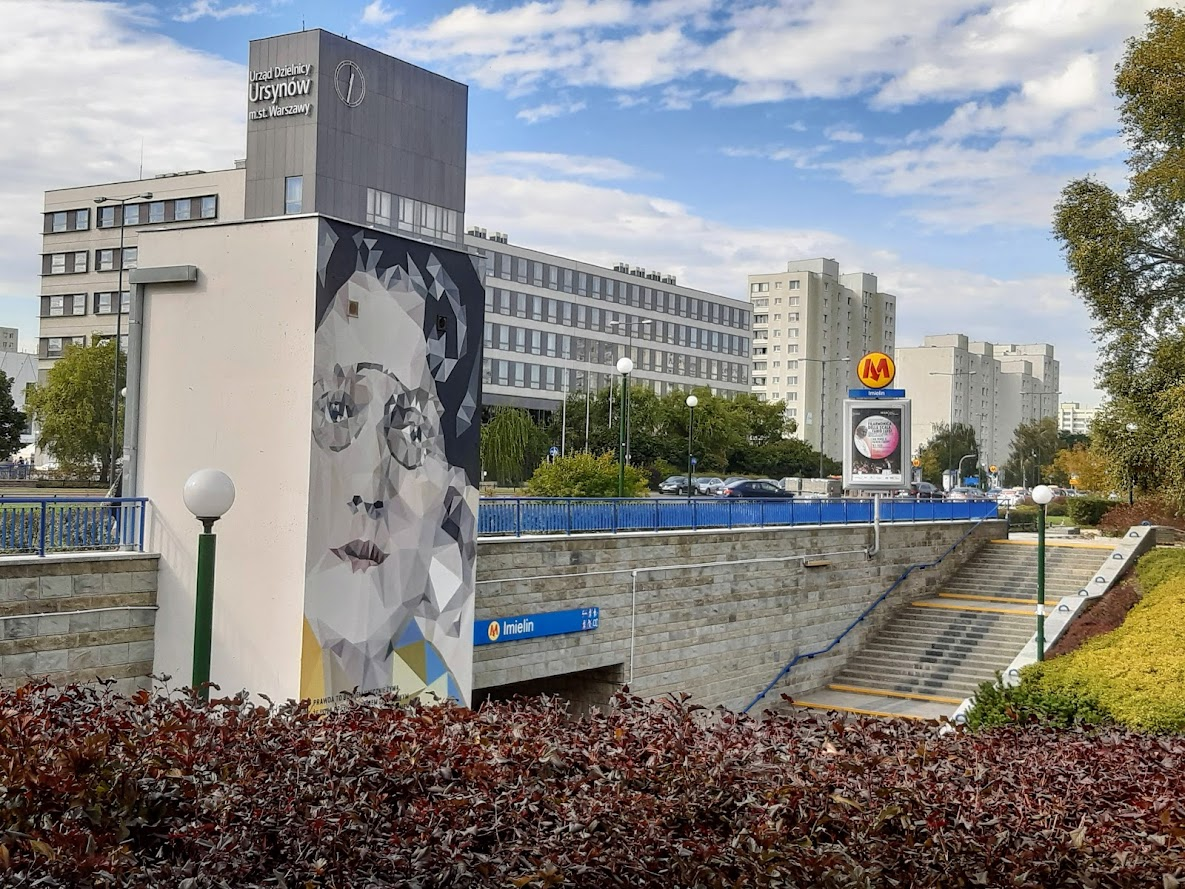
Mural upamiętniający Marię Grzegorzewską przy wejściu do stacji metra Imielin

Maria Stefania Grzegorzewska (ur. 18 kwietnia 1887 w Wołuczy, zm. 7 maja 1967 w Warszawie) – polska pedagog, psycholog, profesor, twórczyni pedagogiki specjalnej w Polsce.

## Życiorys

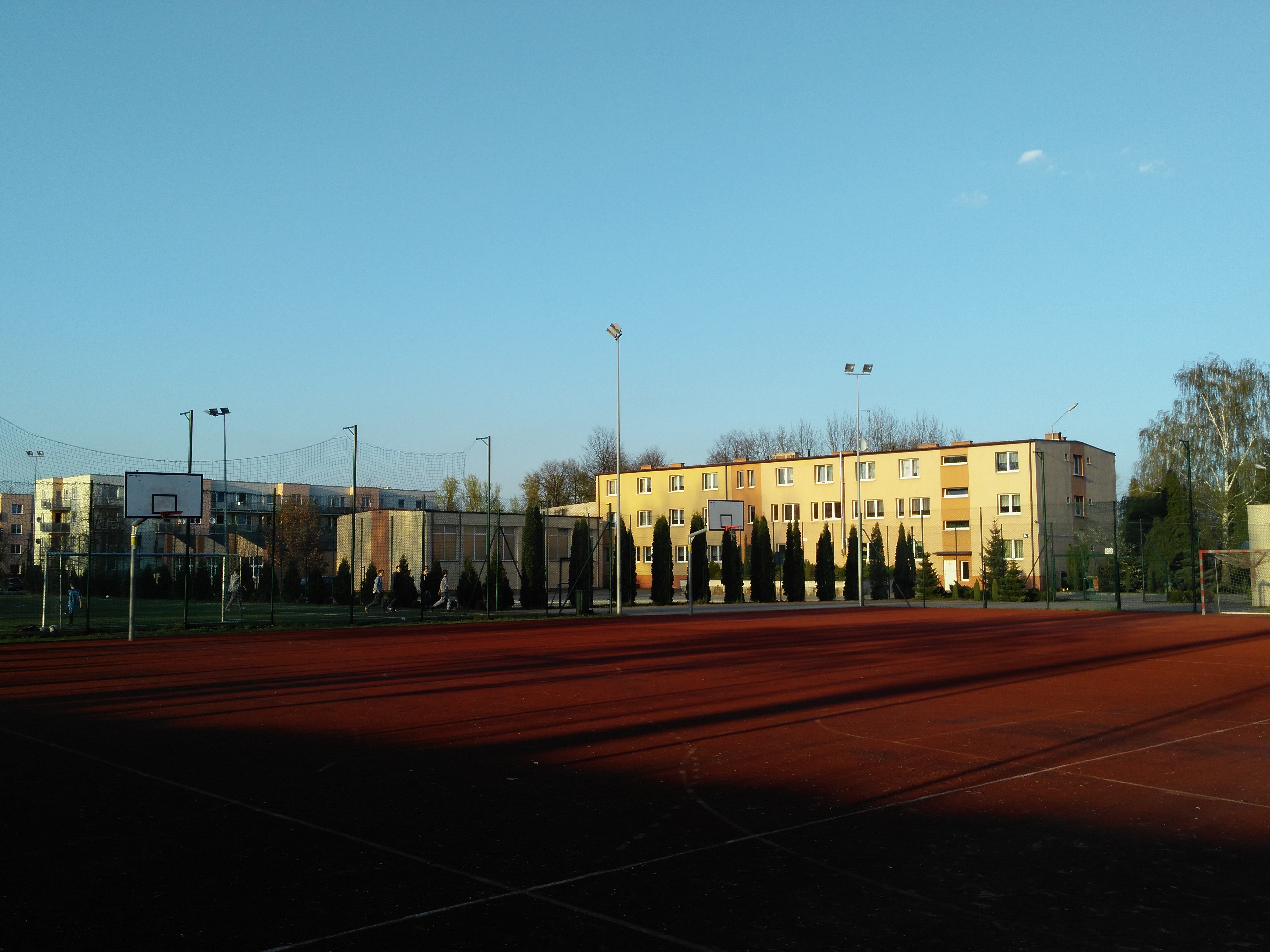
Szkoły specjalne im. Marii Grzegorzewskiej w Tomaszowie Mazowieckim

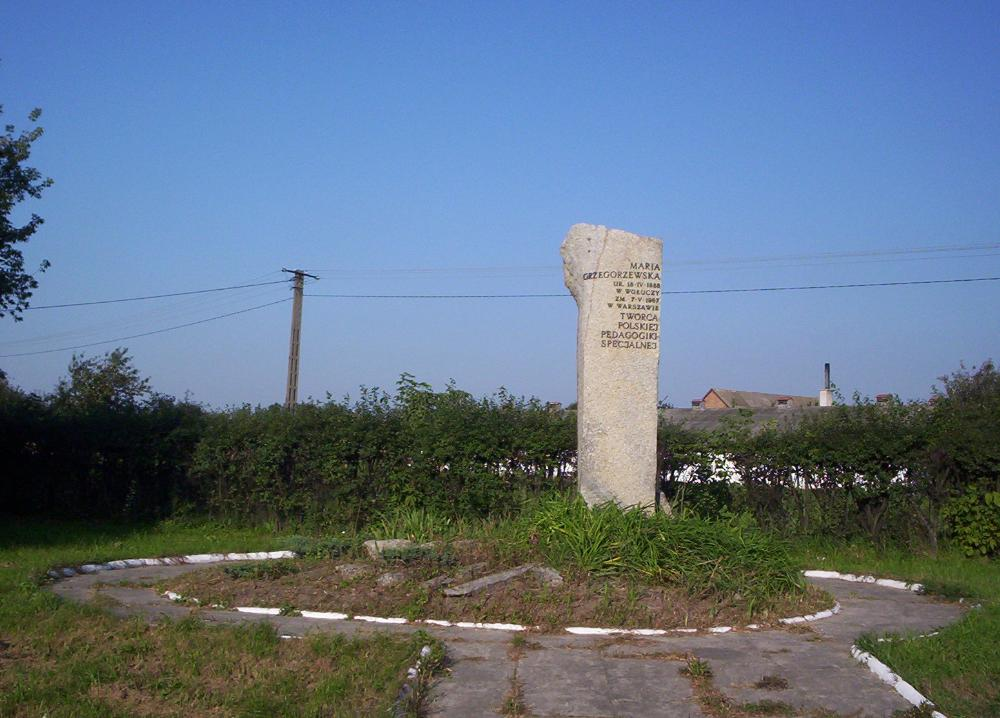
Pomnik Marii Grzegorzewskiej w Wołuczy

Urodziła się w 1887 roku jako córka Adolfa Błażeja i Felicji z domu Bogdanowicz. Rodzice Marii Grzegorzewskiej dzierżawili majątek.

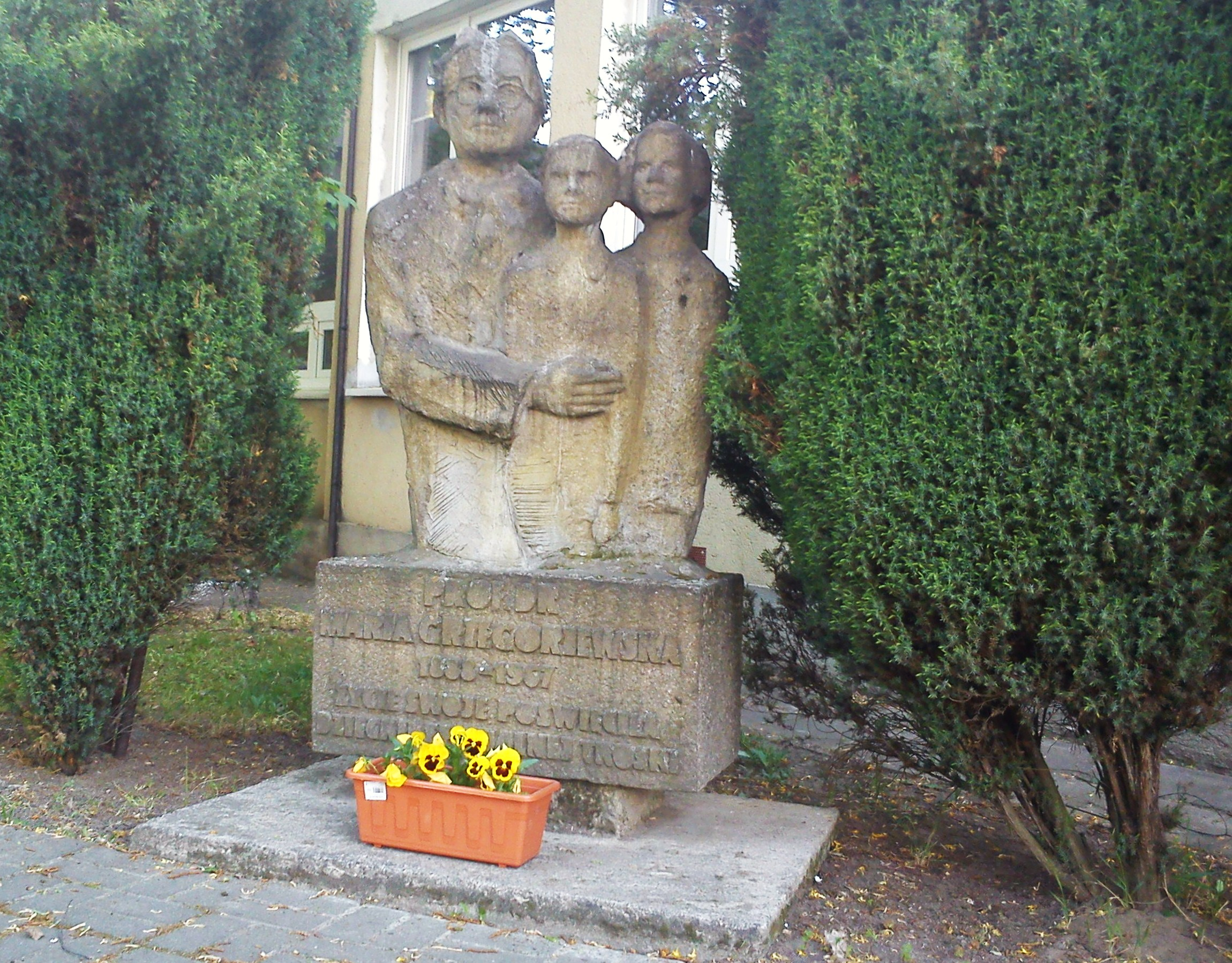
Pomnik Marii Grzegorzewskiej w Poznaniu

### Edukacja
Rozpoczęła naukę na pensji w Warszawie, następnie uczęszczała do Ośmioklasowej Szkoły Żeńskiej Pauliny Hewelkówny (późniejszego IX Liceum Ogólnokształcącego im. Klementyny Hoffmanowej), którą ukończyła w roku 1907. Po kursie przygotowawczym wstąpiła na studia (praca w tajnych kompletach), właściwe studia rozpoczęła w 1909 na wydziale przyrodniczym Uniwersytetu Jagiellońskiego. Zarabiała na utrzymanie udzielając korepetycji i nauk w prywatnych domach. Z powodu choroby przerwała studia i wyjechała do Zakopanego, a następnie do Włoch. Wstąpiła na Międzynarodowy Fakultet Pedagogiczny w Brukseli (1913), zaprzyjaźniła się z Józefą Joteyko, Édouardem Claparèdem i Ovidem Decrolym. Wpłynęło to na jej poglądy pedagogiczne. W 1914 była w Warszawie – wybuch I wojny uniemożliwił jej wyjazd do Brukseli, przedostała się jednak do Londynu i tam kontynuowała studia. Następnie studiowała psychologię na Sorbonie, gdzie w 1916 uzyskała stopień doktora filozofii za rozprawę Studium na temat rozwoju uczuć estetycznych – badania z zakresu estetyki eksperymentalnej przeprowadzone wśród uczniów szkół brukselskich.

### Państwowy Instytut Pedagogiki Specjalnej
Po doktoracie zdecydowała się na pracę z osobami niepełnosprawnymi i została nauczycielką w jednej z paryskich szkół dla dzieci opóźnionych w rozwoju.
W maju 1919 znalazła się w Warszawie. Od 1919 pracowała w Ministerstwie Wyznań Religijnych i Oświecenia Publicznego, zajmując się sprawami szkolnictwa specjalnego, popularyzowała ten rodzaj szkół, zakładała takie szkoły, a także powołała kurs seminaryjny dla nauczycieli tych szkół. W roku 1922 przekształciła kurs w Państwowy Instytut Pedagogiki Specjalnej i została jego dyrektorką. Funkcję tę pełniła do końca życia, kierując się hasłem Instytutu: „Nie ma kaleki – jest człowiek”. Opracowała i spopularyzowała metodę rewalidacyjną. Nauczyciele studiujący w Instytucie mieli już za sobą pracę w zawodzie nauczyciela, a do pracy magisterskiej badali dane problemy (łączenie teorii z praktyką).
Państwowy Instytut Pedagogiki Specjalnej został przekształcony po wojnie - 14 marca 1950 r. - zarządzeniem ministra w Państwowe Studium Pedagogiki Specjalnej, 2 kwietnia 1976 r. na mocy zarządzenia Rady Ministrów w Wyższą Szkołę Pedagogiki Specjalnej im. Marii Grzegorzewskiej (WSPS). WSPS  na mocy ustawy Sejmu Rzeczypospolitej z 7 czerwca 2000 r.  zostaje przekształcona w Akademię Pedagogiki Specjalnej im. Marii Grzegorzewskiej (APS). Uczelnia w 2022 r. obchodziła 100-lecie istnienia.

### Państwowy Instytut Nauczycielski
W 1930 Grzegorzewska otworzyła Państwowy Instytut Nauczycielski i prowadziła go do 1935 roku wraz z Władysławem Radwanem. Warunkiem przyjęcia do Instytutu była praca nauczycielska, ukończony wyższy kurs nauczycielski, „twórczy stosunek do pracy” oraz przedstawienie opisu własnych doświadczeń kandydata. Studia trwały 3 lata. W ciągu 5 lat Instytut wykształcił 178 nauczycieli. Program zawierał:
- przedmioty dające podstawę naukową pracy pedagogicznej (filozofia, pedagogika, psychologia, socjologia, ekonomia, prawo, higiena, higiena społeczna)
- przedmioty związane z praktyką (głównie seminaria)
- przedmioty o kulturze i estetyce plus lektorat języka obcego (francuski, angielski lub niemiecki)

W kadrze nauczycielskiej znalazł się m.in. Janusz Korczak. W 1935 Grzegorzewska została odwołana ze stanowiska dyrektorki Instytutu, a wtedy wraz z nią z PIN odeszli Janusz Korczak, Władysław Radwan, Henryk Elzenberg, Bogdan Suchodolski, Jerzy Zawieyski.

### II wojna światowa
W okresie wojny i okupacji Maria Grzegorzewska pracowała w szkole specjalnej nr 177 w Warszawie jako nauczycielka. Chorowała na serce, mimo to brała udział w tajnej działalności oświatowej Delegatury Rządu Londyńskiego, pracując nad kształceniem nauczycieli. Prowadziła roczne studium kształcące nauczycieli, działała w konspiracji (kolportaż broni), udzielała pomocy Żydom, brała udział w Powstaniu Warszawskim w służbie sanitarnej. W czasie powstania spłonął jej dom i prace wielu jej uczniów, ponadto spaliły się jej prace „Psychologia niewidomych” (tom II, tom I wydany w 1930) i „Osobowość nauczyciela” – nie udało się ich odtworzyć.

### Po wojnie
Po wojnie wróciła do problemu edukacji nauczycielskiej w 3 cyklach „Listów do młodego nauczyciela” (cele zawodu nauczyciela i społeczne znaczenie jego pracy). Zawarła w nich charakterystykę nauczycielskiej osobowości, nawiązując do Władysława Dawida i Stefana Szumana. Położyła nacisk na stosunek nauczyciel – uczeń, opisując
- stosunek wyzwalający: wzajemne zbliżenie (powinna być chęć pomocy, sympatia)
- stosunek hamujący: zamknięcie się w sobie i oddalanie się.

### Instytut Pedagogiki Specjalnej
Po wojnie kierowała Instytutem Pedagogiki Specjalnej. W latach 1958–1960 była profesorem w Katedrze Pedagogiki Specjalnej UW, pierwszej uniwersyteckiej katedrze pedagogiki specjalnej w Polsce. W 1960 choroba serca zmusiła ją do oddania kierownictwa zastępczyni Janinie Doroszewskiej, a wcześniej utworzono dla niej Katedrę Pedagogiki Specjalnej na UW, gdzie stworzyła warunki otrzymania tytułu magistra. Studia obejmowały zakres neurologii i psychopatologii plus obserwację w klinice psychiatrycznej w Pruszkowie. Wyodrębniła 3 grupy:
- upośledzeni umysłowo
- osoby cierpiące na przewlekłe choroby somatyczne, nerwowe i psychiczne
- niedostosowani społeczne na tle środowiskowym

Z czasem powstał też oddział głuchych.
Zmarła 7 maja 1967 na atak serca. Pochowana została w Alei Zasłużonych (rząd 1, miejsce 82) Cmentarza Powązkowskiego w Warszawie.

## Prace
- Essai sur le developpement du sentiment esthetique (1916)[3]
- Metody i zakres nauczania powszechnego w Belgii (współautorka, 1922)[3]
- Struktura psychiczna czytania wzrokowego i dotykowego (1927)[3]
- Głuchociemni (1928)[3]
- Psychologia niewidomych (1930)[3]
- Opieka wychowawcza nad dziećmi niewidomymi i głuchociemnymi (1933)[3]
- Listy do młodego nauczyciela. Cykl 1 (1947)[3]
- Zjawisko kompensacji u niewidomych i głuchych (1959)[3]
- Listy do młodego nauczyciela. Cykl 2 (1958)[3]
- Listy do młodego nauczyciela. Cykl 3 (1961)[3]
- Pedagogika lecznicza. Skrypt wykładów
- Psychologia niewidomych
- Analiza zjawiska kompensacji u głuchych i niewidomych

## Ordery i odznaczenia
- Order Budowniczych Polski Ludowej (1959)[9]
- Krzyż Komandorski Orderu Odrodzenia Polski (19 sierpnia 1955)[10]
- Krzyż Oficerski Orderu Odrodzenia Polski (9 listopada 1931)[11]
- Medal 10-lecia Polski Ludowej (15 marca 1955)[12]
- Odznaka tytułu honorowego „Zasłużony Nauczyciel Polskiej Rzeczypospolitej Ludowej” (1957)[9]

## Upamiętnienie
Maria Grzegorzewska jest patronką kilkudziesięciu placówek edukacyjnych, głównie szkół specjalnych i specjalnych ośrodków szkolno-wychowawczych w Polsce. Jej imię nosi także Akademia Pedagogiki Specjalnej w Warszawie.
Uchwałą Sejmu RP IX kadencji z 14 października 2021, w 100. rocznicę utworzenia Akademii Pedagogiki Specjalnej im. Marii Grzegorzewskiej w Warszawie, w uznaniu wybitnych zasług jej założycielki, rok 2022 został ogłoszony w Polsce Rokiem Marii Grzegorzewskiej. Patronom roku 2022 poświęcono wydanie specjalne Kroniki Sejmowej.
Maria Grzegorzewska jest  patronką jednej z ulic na Ursynowie w Warszawie.
Pomniki: Pomnik Marii Grzegorzewskiej w Poznaniu, Pomnik Marii Grzegorzewskiej w Wołuczy.

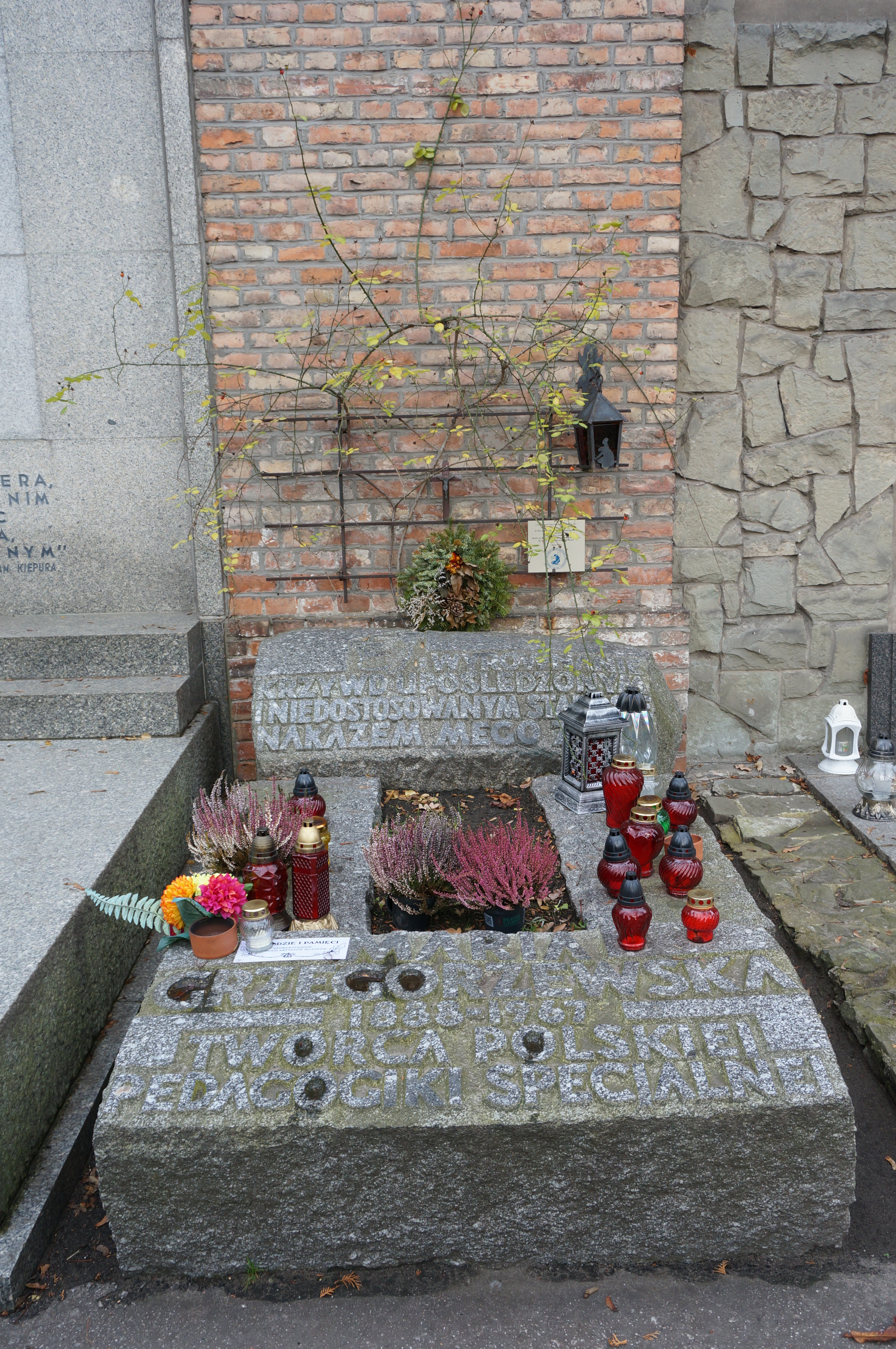
Grób Marii Grzegorzewskiej na cmentarzu Powązkowskim

Muzeum:  Stacjonarne muzeum poświęcone Marii Grzegorzewskiej mieści się w głównej siedzibie Akademii Pedagogiki Specjalnej im. Marii Grzegorzewskiej w Warszawie przy ul. Szczęśliwickiej 40. Istnieje również Wirtualne Muzeum Marii Grzegorzewskiej. 